# Инцидент с Левченко
Инцидент с Левченко (яп. レフチェンコ事件) — советско-японский шпионский скандал, разразившийся после бегства бывшего сотрудника токийской резидентуры майора КГБ Станислава Левченко в США. 14 июля 1982 на секретных слушаниях комитета Конгресса США по разведке Левченко раскрыл детали работы советской разведки в Японии, слив советскую шпионскую сеть, что повлекло серьёзные дипломатические последствия в СССР и за рубежом. 2 декабря того же года его свидетельство передали японским властям, а 9 декабря его огласили публично вместе с докладом о шпионской деятельности СССР, 10 декабря Левченко и сам выступил на пресс-конференции в Вашингтоне.

## Раскрытые сведения

### Работа Левченко
Отдел, в котором работал Левченко, отвечал за работу с японскими СМИ, деловыми кругами и политиками, его деятельность была направлена на манипулирование общественным мнением с конечной целью вредить японо-американским отношениям.

### Шпионская сеть
При работе раскрытые Левченко в Токио сотрудничавшие с КГБ лица делились на четыре категории, всего таковых насчитывалось около 200 лиц:
- собственно агенты КГБ, напрямую числившиеся в штате;
- доверенные контакты, обладавшие влиянием в СМИ, предпринимательстве, политике, учёной среде, притом передававшие СССР различную информацию, прекрасно зная с кем они работают;
- дружественные контакты, не знавшие напрямую с кем они работают и имевшие связи с агентами, притворяющимися журналистами или деловыми людьми;
- потенциальные контакты, несколько раз имевшие дело с агентами и признанные потенциально годными к вербовке.

Всем им, включая агентов «Найтё», присваивались позывные.

### Некоторые агенты и невольно вовлечённые
- Хирохидэ Исида — бывший политик ЛДПЯ, главный секретарь Кабинета министров Японии, японский парламентарий, министр труда Японии и министр транспорта Японии
- Кацумата Сэити — бывший политик СДПЯ, её Председатель, спикер Палаты представителей Японии
- Сигэру Ито — бывший политик СДПЯ, парламентарий, министр транспорта
- Такуми Уэда — бывший политик СДПЯ, парламентарий
- Такудзи Яманэ — репортёр газеты
- Рюдзо Сэдзима — бывший директор торгового дома Itochu
- Иван Коваленко — заместитель директора международного отдела ЦК КПСС
- Акира Като — профессор-минералог
- Ёхэй Сасакава — председатель Nippon Foundation, посол доброй воли ВОЗ
- Ёсио Кодама — куромаку, якудза
- Бунтаро Курой — военный аналитик

### Примеры работы
Свидетельствуя о работе КГБ, Левченко привёл примеры его работы:
- Публикация 23 января 1976 года в газете «Санкэй симбун» ложного завещания Чжоу Эньлая, в котором тот якобы призывал к большему сотрудничеству социалистических стран с целью избежать повторения ужасов Культурной революции, а также упоминание о имеющемся расколе властных элит КНР. Публикация была направлена на предотвращение японо-китайского сближения.
- Подкуп сотрудников японского МИД (позывные «Назар» и «Рэнго») и получение от них копий множества секретных документов.
- Пересылание секретной информации через завербованного журналиста (позывной «Арес») завербованным сотрудником PSIA (позывной «Швейк»).

Сам Левченко говорил, что японцы удивительно неактивны в вопросе противодействия аккуратным и тщательно проводимым советских тайным операциям, и что японская контр-разведка очень слаба в силу отсутствия законодательства на тему борьбы с деятельностью разведок других государств.

## Полицейское расследование
В марте 1983 двое японских полицейских офицеров (один представлял отдел иностранных дел бюро безопасности Национального полицейского агентства Японии, второй — бюро общественной безопасности департамента полиции Токийской метрополии) были откомандированы в США с целью провести когнитивное интервью свидетеля, в ходе которого они заслушивали «шпионские» показания Левченко в рамках расследования, а также установили факты дела. 23 мая того же года полиция заявила, что Левченко лично напрямую контактировал с одиннадцатью установленными лицами, в том числе депутатами Парламента, но отсутствие физических улик и истёкший срок выдвижения обвинений не позволит открыть расследование уголовного дела, притом среди этих одиннадцати нет ни одного собственно агента, а есть лишь лица-доверенные контакты и ниже, при этом они не слили никакой важной информации, утечка которой представляла бы угрозу интересам национальной безопасности, в то же время полицией было заявлено, что как источник информации Левченко абсолютно достоверен. Советская сторона несмотря на это отвергла обвинения, а Коваленко назвал Левченко сумасшедшим лжецом. Агенты КГБ Николай и Светлана Огородниковы пытались выследить Левченко в США, но были раскрыты вместе с поимкой завербованного КГБ агента ФБР Ричарда Миллера.